# 엘사 모란테

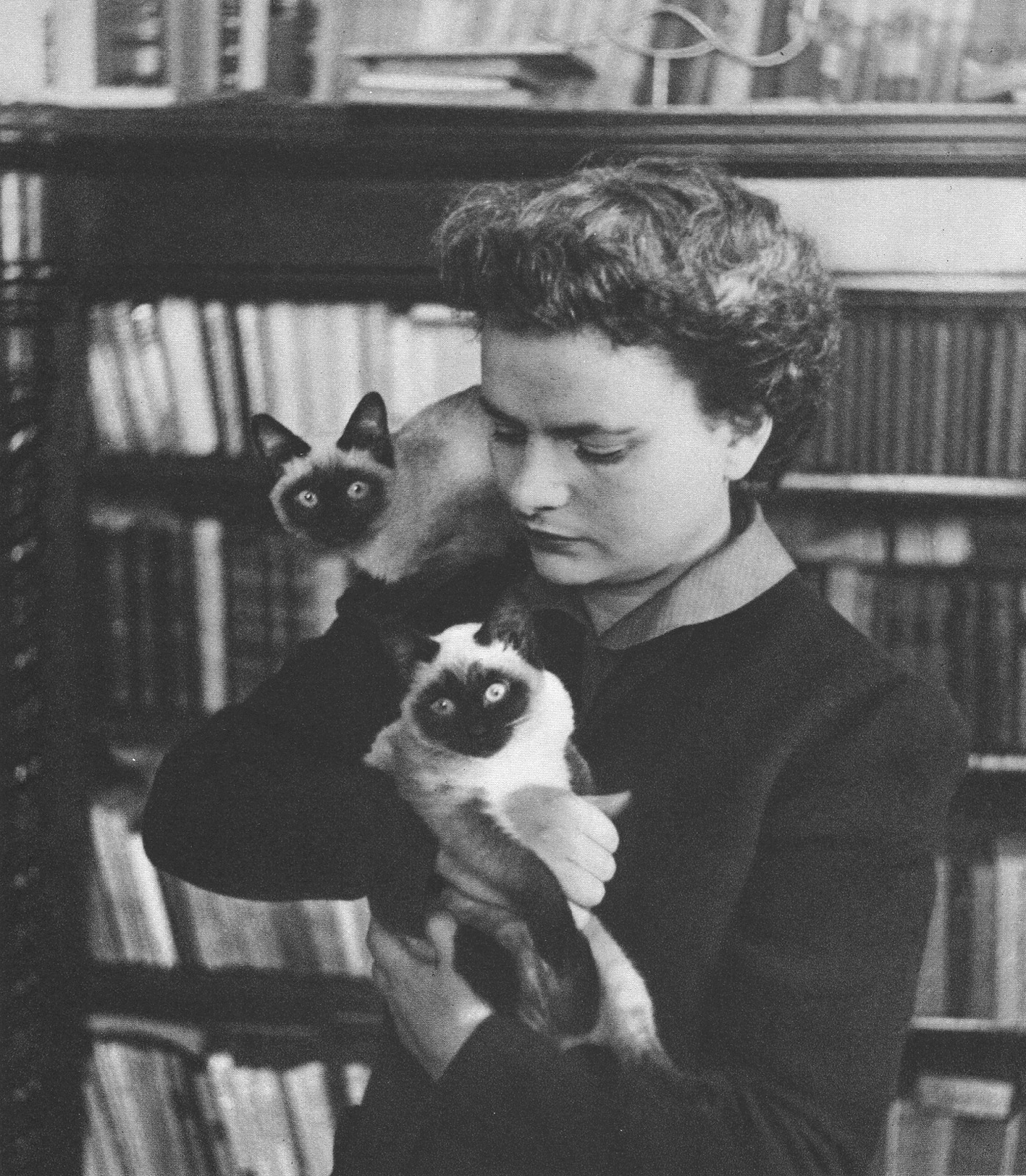

엘사 모란테 (Elsa Morante, 1912년 8월 18일 – 1985년 11월 25일)는 이탈리아의 소설가, 시인, 번역가, 동화 작가다. 그녀의 소설 La storia가 유명하다.

## 삶과 경력
1912년 로마에서 그녀의 어머니는 모데나의 유대인 가정에서 태어났다. 제2차 세계 대전 중 짧은 기간을 제외하고는 1985년 사망할 때까지 로마에서 거주했다.
모란테는 어린 나이에 글을 쓰기 시작했다. 그녀는 부모의 도움 없이 대부분 독학에 의존했다. 그녀는 1930년대 중반에 단편 소설을 쓰기 시작했다. 일부는 어린이를 위한 정기 간행물을 포함하여 다양한 간행물과 저널에 게재되었다. 그녀의 첫 번째 책인 Il Gioco Segreto라는 단편 소설 모음집은 1941년에 출판되었다. 같은 해 그녀는 동료 소설가이자 영화 평론가인 알베르토 모라비아와 결혼했다. 1942년에 그녀는 그녀의 첫 어린이 책인 Le Bellissime avventure di Caterì dalla Trecciolina (1959년에 Le straordinarie avventure di Caterina 로 재발행됨)를 저술했다.
제2차 세계 대전 이 끝날 때 독일이 이탈리아를 점령하는 동안, 모란테와 모라비아는 유대인 혈통 때문에 두려워서 로마를 떠나 남부 라치오, 폰디 근처의 마을과 가난한 양치기 가족이 있던 수리를 위해 부름을 받았다. 이 경험은 Morante의 La storia (1974)와 Moravia의 La Ciociara (1957년 영어로 "두 여인"으로 번역되어 비토리오 데 시카의 영화로 제작됨)에 영감을 줄 것이었다. 폰디 지역에서 지내는 동안 캐서린 맨스필드의 작품을 번역하기 시작했다.